# Werner Schießl
Werner Schießl (* 1968) ist ein deutscher Politiker (Freie Wähler, FW) und Projektmanager. Er ist seit Oktober 2023 Abgeordneter im Bayerischen Landtag.

## Lebenslauf
Schießl schloss sein Studium an der Universität Passau als Diplom-Kaufmann ab. Er war Geschäftsführer eines Unternehmens in Eggenfelden, zuständig für Recycling, Spedition und Kranverleih und danach hauptamtlicher Bürgermeister. Anschließend war er als selbstständiger Projektmanager in der Breitbandberatung Bayern tätig.

## Politik
Schießl war von 2002 bis 2014 hauptamtlicher Bürgermeister seiner Heimatstadt Eggenfelden im Landkreis Rottal-Inn. Er ist in der Amtszeit 2020/2026 Mitglied im Stadtrat und 2. Bürgermeister von Eggenfelden. Bei der Wahl des ersten Bürgermeisters am 15. März 2020 erreichte er 25,1 % der Stimmen und kam nicht in die Stichwahl. Er gehört ferner dem Kreistag des Landkreises Rottal-Inn an und ist dort Fraktionsvorsitzender der Freien Wähler.
Bei der Bundestagswahl 2021 war er Direktbewerber der Freien Wähler im Wahlkreis Rottal-Inn; seine Partei verfehlte den Einzug in den Bundestag. Bei der Landtagswahl in Bayern am 8. Oktober 2023 erreichte er bei den Erststimmen im Stimmkreis Rottal-Inn mit 24,9 % die zweitmeisten Stimmen. Mit den sechstmeisten Stimmen seiner Partei im Wahlkreis Niederbayern wurde er in den Landtag gewählt.

## Ehrenämter
Schießl ist Vorsitzender der Freien Wähler Rottal-Inn e. V. und stellvertretender Vorsitzender der FW Niederbayern e. V. Außerdem ist er 1. Vorsitzender des Rottaler Museumsstraße e. V.